# 上原康助
上原 康助（うえはら こうすけ、1932年〈昭和7年〉9月19日 - 2017年〈平成29年〉8月6日）は、日本の政治家、労働運動家。位階は従三位、勲等は勲一等。

衆議院議員（10期）、北海道開発庁長官（第59代）、沖縄開発庁長官（第28代）、国土庁長官（第24代）を歴任。

## 来歴・人物

### 生い立ち
沖縄県国頭郡本部町字伊豆味に、農業・上原幸福の二男として生まれる。1951年沖縄県立北山高等学校を卒業後、米軍沖縄地区工作隊に就職する。当時の米軍基地では、USCARの布令116号でストライキに参加することは違法で解雇とされ、琉球住民への賃金差別をはじめとする差別待遇が横行していた。やがてある日一方的に解雇通告を受けたことを契機に労働問題への関心を強め、1960年上原が中心となって「軍労働問題研究会」を立ち上げ、翌1961年には全沖縄軍労働組合連合会を結成、委員長となる。

### 全軍労委員長から国政へ
1963年には全沖縄軍労働組合（全軍労）に改組・拡大し、以後沖縄で最も存在感のある労働組合として、大量解雇撤回スト（1970年）等の争議を指導して待遇改善を勝ち取り、また沖縄革新陣営の中核として、屋良朝苗の行政主席当選などに貢献した。1970年、沖縄において戦後初の衆議院議員選挙に日本社会党から立候補し当選。以後連続当選10回を果たす。党内では左派系の「平和戦略研究会」代表を務め、安全保障問題に取り組んだ。
党国民運動局長等、田辺誠委員長を首班とする社会党シャドーキャビネット防衛庁長官を歴任（山花貞夫に委員長や首班が交代した後も留任）。1993年細川内閣で北海道開発庁長官、沖縄開発庁長官、国土庁長官として初入閣。沖縄県選出の国会議員では初の閣僚となった。1994年には社会党副委員長となり、1996年社会民主党副党首に就任する。

### 「沖縄もう一つの選択」
かねてから、沖縄基地問題に対する社民党（特に沖縄県本部）の硬直した対応を疑問視していた上原は、1998年5月、政策研究会「未来21・沖縄」を結成し、日米安保体制がアジア地域における安全保障の公共財産となっていると認めた上で、基地問題解決を図るべきであるとする「沖縄もう一つの選択」アピールを発表した。基地の半分撤去を目指す「ハーフオプション」などを含むこの構想は、全基地撤去が建前だった大田昌秀沖縄県知事ら革新勢力と確執を生み、「裏切り者」との批判は政界引退後もつきまとうことになった。
なおこうした中で、保守陣営から大田昌秀の対抗馬として県知事選に擁立する動きもあったが実現せず、同年6月19日には社民党を離党し除名処分を受け、民主党入りし翌1999年9月民主党代表選挙では新政局懇談会会長横路孝弘推薦人名簿に名を連ねた。
2000年の第42回衆議院議員総選挙では沖縄3区で東門美津子に敗れ、比例復活もならず落選。この選挙を最後に政界から引退した。
2002年11月の秋の叙勲で勲一等に叙され、旭日大綬章を受章する。
2017年8月6日、呼吸不全のため、沖縄市内の病院で死去した。84歳没。死没日付をもって従三位に叙された。

## 発言
- 『日米安保のあり方に疑問を投げかけ、ポスト冷戦の今日的国際情勢に見合った方向に日米安保体制を改めていく努力をすべきとする主張は、ごく自然なことではないでしょうか。』

- 衆議院本会議にて町村信孝の質問を受けた閣僚答弁で「みずからの政治信念」と前置きしつつ、現状の日米安保のあり方に対する疑念を表明する。（1993年8月26日）
- 『私は本当に琉球王国をつくろうかと思っている』

- 衆議院予算委員会にて、「沖縄フリーポート構想」を説明する中での発言。（1997年2月13日）

## 政策
- 選択的夫婦別姓制度導入に賛同する[10]。

## 文献

### 著書
- 『数字でみる復帰後の沖縄 - 基礎資料』（日本社会党沖縄県本部上原康助事務所、1980年10月）
- 『基地沖縄の苦闘 : 全軍労闘争史』創広、1982年3月30日。
- 『連立政権激動の263日 : 上原康助大臣日記』琉球新報社、1994年10月14日。
- 『激動の戦後史と共に : 国政25年を振り返って』（ボーダーインク、1995年11月）
- 『沖縄もう一つの選択 : 未来21沖縄を展望して』（光文堂印刷、1998年6月）
- 『道なかば』（琉球新報社、2001年11月、ISBN 4897420431）

### 共著
- 『まーかいがウチナー : どこへ行く沖縄』（照屋林賢との対談集、日本社会党中央本部機関紙局、1994年7月、ISBN 4930886856）

### 関連文献
- 『壁にいどむ : 上原康助七年の軌跡』上原康助後援会、1977年11月1日。
- 『国政参加十年おもなあゆみ』上原康助後援会、1981年3月20日。
- 森哲郎『わが命沖縄と共にあり : 上原康助苦闘の半生 初心忘れず大衆の声を国政に!』出版工房、1985年8月1日。
- 上原康助事務所（編）、1991年2月25日『初心忘れず : 上原康助国政20年』上原康助事務所。